# Aeropuerto de Trondheim-Værnes

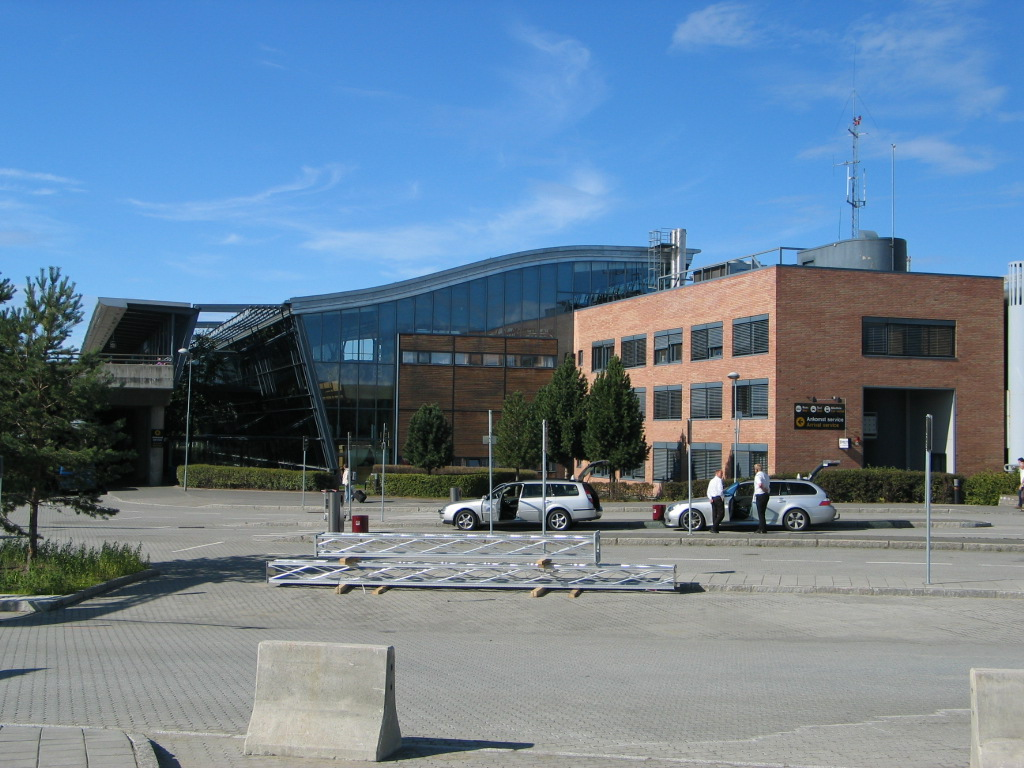
Terminal del aeropuerto

El Aeropuerto de Trondheim-Værnes (en noruego: Trondheim lufthavn, Værnes) (IATA: TRD, OACI: ENVA) es un aeropuerto internacional situado en Stjørdal, a 19 km al este de Trondheim, en el condado de Trøndelag, Noruega. Es operado por la empresa estatal Avinor y comparte instalaciones con la Base Aérea de Værnes de la Real Fuerza Aérea Noruega. 
En 2023, el aeropuerto atendió a más de 4,5 millones de pasajeros, lo que lo convierte en el cuarto con mayor tráfico de Noruega, después de los aeropuertos de Oslo-Gardermoen, Bergen-Flesland y Stavanger-Sola.

## Historia
El área de Værnes tiene uso aeronáutico desde principios del siglo XX. Durante la Segunda Guerra Mundial, la Luftwaffe alemana ocupó y amplió el aeródromo con varias pistas. Tras la guerra, pasó a control noruego y en 1951 se abrió al tráfico civil.  
En 1961 se inauguró la primera terminal de pasajeros. En 1982 se renovó la terminal internacional (B) y en 1994 se construyó la terminal A, destinada a vuelos nacionales. Desde entonces, ha experimentado sucesivas ampliaciones y modernizaciones.

## Instalaciones
El aeropuerto cuenta con:
- Una pista asfaltada de 2 999 m (09/27), equipada con ILS Categoría IIIa.
- Dos terminales: la **terminal A** (vuelos nacionales) y la **terminal B** (internacionales).
- Una estación de ferrocarril integrada en la línea Nordland, con trenes hacia Trondheim, Steinkjer y Bodø.
- Aparcamientos de corta y larga estancia, además de un hotel conectado a la terminal.

## Aerolíneas y destinos
Las principales aerolíneas que operan en Trondheim son Scandinavian Airlines (SAS), Norwegian Air Shuttle y Widerøe, que lo utilizan como centro regional.  
- Nacionales: la ruta Trondheim–Oslo es la más transitada, una de las más concurridas de Europa. También existen vuelos frecuentes a Bergen, Bodø, Tromsø y Sandefjord.
- Internacionales: SAS y Norwegian vuelan a Copenhague, Estocolmo, Londres y Alicante, entre otros. KLM opera un vuelo diario a Ámsterdam, e Icelandair conecta con Reikiavik. En verano, se ofrecen vuelos chárter al Mar Mediterráneo.

## Accesos
El aeropuerto está bien comunicado:  
- Ferrocarril: la estación integrada conecta con Trondheim y la línea Nordland.
- Autobús: servicios de lanzadera y líneas interurbanas hacia Trondheim, Stjørdal y otras localidades.
- Carretera: situado junto a la E6, con amplias instalaciones de estacionamiento.

## Historia
El área de Værnes tiene tradición aeronáutica desde principios del siglo XX. Durante la Segunda Guerra Mundial, la Luftwaffe alemana amplió las instalaciones con varias pistas. Tras la guerra, el aeropuerto quedó bajo control noruego y fue abierto al tráfico civil en 1951.  
En 1961 se inauguró la primera terminal de pasajeros. En 1982 se renovó la terminal internacional (B) y en 1994 se inauguró la terminal A, destinada a vuelos nacionales. Desde entonces, el aeropuerto ha sido objeto de sucesivas modernizaciones y ampliaciones para adaptarse al creciente tráfico aéreo.

## Instalaciones
El aeropuerto dispone de:
- Una pista asfaltada de 2 999 m de longitud (09/27), equipada con sistema ILS categoría IIIa.
- Dos terminales de pasajeros: la **terminal A**, destinada a vuelos nacionales, y la **terminal B**, destinada a vuelos internacionales.
- Una estación de ferrocarril integrada en la línea Nordland, que permite conexión directa con Trondheim y otras ciudades de la región.
- Un hotel adyacente y servicios de aparcamiento de corta y larga duración.

## Aerolíneas y destinos
Las principales aerolíneas que operan en Værnes son Scandinavian Airlines (SAS), Norwegian Air Shuttle y Widerøe, que lo utilizan como centro regional de operaciones.  
- Nacionales: la ruta a Oslo es la más transitada y una de las más concurridas de Europa. También existen vuelos frecuentes a Bergen, Bodø, Tromsø y Sandefjord.
- Internacionales: SAS y Norwegian ofrecen vuelos a Copenhague, Estocolmo, Londres y Alicante, entre otros. KLM opera un vuelo diario a Ámsterdam y Icelandair conecta con Reikiavik. En verano son comunes los vuelos chárter al Mar Mediterráneo.

## Accesos
El aeropuerto cuenta con diversas opciones de transporte:  
- Ferrocarril: la estación integrada conecta con Trondheim, Steinkjer y Bodø mediante trenes de Vy y SJ Norge.
- Autobús: servicios de lanzadera y líneas interurbanas conectan con Trondheim y otras localidades cercanas.
- Carretera: situado junto a la E6, con amplias instalaciones de estacionamiento.

## Historia
El área de Værnes ha tenido uso militar desde principios del siglo XX. Durante la Segunda Guerra Mundial, la Luftwaffe alemana expandió las instalaciones y construyó varias pistas. Tras la guerra, el aeropuerto quedó bajo control noruego y en 1951 se abrió al tráfico civil. En 1961 se inauguró la primera terminal de pasajeros y en 1994 se añadió la terminal A para vuelos nacionales, mientras que la terminal B, renovada en 1982, se destina principalmente a vuelos internacionales. 

## Instalaciones
El aeropuerto dispone de una pista principal de 2999 metros (09/27), apta para aeronaves de fuselaje ancho. También cuenta con una estación de ferrocarril integrada en la línea Nordland, que permite conexión directa con Trondheim y otras ciudades de la región, así como un hotel conectado a la terminal.

## Aerolíneas y destinos
Las principales aerolíneas que operan en Værnes son Scandinavian Airlines (SAS), Norwegian Air Shuttle y Widerøe, que lo utilizan como uno de sus centros de operaciones. 
- Nacionales: la ruta más transitada conecta con Oslo, operada por SAS y Norwegian, una de las más concurridas de Europa. También existen vuelos frecuentes a Bergen, Bodø, Tromsø, Sandefjord y otros destinos regionales.
- Internacionales: SAS y Norwegian ofrecen vuelos a Copenhague, Estocolmo, Londres y otros destinos europeos. KLM opera un vuelo diario a Ámsterdam y Icelandair mantiene conexión con Reikiavik. Existen además vuelos chárter estacionales a destinos en el Mar Mediterráneo.

## Accesos
El aeropuerto cuenta con diversos medios de transporte:
- Ferrocarril: La Estación del Aeropuerto de Trondheim conecta con Trondheim, Steinkjer y Bodø mediante trenes de Vy y SJ Norge.
- Autobús: Varias líneas de autobuses y lanzaderas conectan el aeropuerto con Trondheim y otras localidades cercanas.
- Carretera: Está situado junto a la E6 y dispone de amplias zonas de aparcamiento.

## Aerolíneas y destinos
Scandinavian Airlines es la aerolínea con el mayor número de vuelos regionales a Trondheim-Værnes. La principal ruta es hacia su centro de conexión en Oslo; ofrece también otros servicios a Bergen, Bodø, Stavanger, Tromsø y Ålesund, todos ellos con Boeing 737. Internacionalmente ofrece un vuelo semanal a Alicante y uno diario a Copenhague.
Norwegian Air Shuttle es una compañía de bajo coste cuyos vuelos principales son a Oslo, Bergen, Bodø y Tromsø, también con Boeing 737. También realizan vuelos a destinos internacionales de entre uno y tres vuelos semanales a 11 ciudades europeas.
Widerøe es una aerolínea regional filial de SAS. Utiliza Bombardier Dash 8 Q400. Sus destinos son Sandefjord, Trondheim y otros seis aeropuertos en Trøndelag y Helgeland. KLM realiza tres vuelos diarios a Ámsterdam mediante su filial KLM Cityhopper con aviones Embraer 190.
El aeropuerto también cuenta con numerosas aerolíneas de vuelos chárter. El servicio de asistencia en tierra es realizado por Røros Flyservice, SAS Ground Services y Spirit Air Cargo Handling.

### Destinos nacionales
| Aerolíneas            | Destinos | Terminal |
| --------------------- | --- | -------- |
| Norwegian Air Shuttle | Bergen, Harstad/Narvik, Oslo-Gardermoen, Tromsø                                                                                     | A        |
| Scandinavian Airlines | Ålesund, Bergen, Bodø, Oslo-Gardermoen, Stavanger, Tromsø                                                                           | A        |
| Widerøe               | Bodø, Brønnøysund, Harstad/Narvik, Kristiansand, Kristiansund, Mo i Rana, Mosjøen, Namsos, Rørvik, Sandefjord, Sandnessjøen, Tromsø | A        |

### Destinos internacionales
| Ciudades por países | Nombre del aeropuerto                           | Aerolíneas                                                                                 | Aeronaves               | Frecuencias semanales |      |
| Asia                | Asia                                            | Asia                                                                                       | Asia                    | Asia                  | Asia |
| ------------------- | ----------------------------------------------- | ------------------------------------------------------------------------------------------ | ----------------------- | --------------------- | ---- |
| Chipre              |                                                 |                                                                                            |                         |                       |      |
| Lárnaca             | Aeropuerto Internacional de Lárnaca             | Sunclass Airlines (estacional)                                                             | A3xx                    |                       |      |
| Turquía             |                                                 |                                                                                            |                         |                       |      |
| Antalya             | Aeropuerto de Antalya                           | Corendon Airlines Freebird Airlines (estacional) SunExpress Sunclass Airlines (estacional) | B737 A320-200 B737 A3xx |                       |      |
| Dalaman             | Aeropuerto de Dalaman                           | SAS (estacional)                                                                           |                         |                       |      |
| Europa              |                                                 |                                                                                            |                         |                       |      |
| Alemania            |                                                 |                                                                                            |                         |                       |      |
| Berlín              | Aeropuerto de Berlín-Schönefeld                 | Norwegian Air Shuttle                                                                      | B737                    |                       |      |
| Bulgaria            |                                                 |                                                                                            |                         |                       |      |
| Burgas              | Aeropuerto de Burgas                            | SAS (estacional) Sunclass Airlines (estacional)                                            | A3xx                    |                       |      |
| Varna               | Aeropuerto de Varna                             | Sunclass Airlines (estacional)                                                             | A3xx                    |                       |      |
| Croacia             |                                                 |                                                                                            |                         |                       |      |
| Dubrovnik           | Aeropuerto de Dubrovnik                         | Norwegian Air Shuttle (estacional)                                                         | B737                    |                       |      |
| Split               | Aeropuerto de Split                             | Norwegian Air Shuttle (estacional) SAS (estacional)                                        | B737                    |                       |      |
| Dinamarca           |                                                 |                                                                                            |                         |                       |      |
| Copenhague          | Aeropuerto de Copenhague-Kastrup                | Norwegian Air Shuttle SAS                                                                  | B737                    |                       |      |
| España              |                                                 |                                                                                            |                         |                       |      |
| Alicante            | Aeropuerto de Alicante-Elche                    | Norwegian Air Shuttle SAS                                                                  | B737                    |                       |      |
| Barcelona           | Aeropuerto Josep Tarradellas Barcelona-El Prat  | SAS (estacional)                                                                           |                         |                       |      |
| Gran Canaria        | Aeropuerto de Gran Canaria                      | Norwegian Air Shuttle (estacional) SAS (estacional) Sunclass Airlines (estacional)         | B737 A3xx               |                       |      |
| Lanzarote           | Aeropuerto de Lanzarote                         | SAS (estacional)                                                                           |                         |                       |      |
| Málaga              | Aeropuerto de Málaga-Costa del Sol              | Norwegian Air Shuttle (estacional)                                                         | B737                    |                       |      |
| Murcia              | Aeropuerto Internacional de la Región de Murcia | Norwegian Air Shuttle (estacional)                                                         | B737                    |                       |      |
| Palma de Mallorca   | Aeropuerto de Palma de Mallorca                 | Norwegian Air Shuttle (estacional) SAS (estacional) Sunclass Airlines (estacional)         | B737 A3xx               |                       |      |
| Tenerife            | Aeropuerto de Tenerife-Sur                      | SAS (estacional) Sunclass Airlines (estacional)                                            | A3xx                    |                       |      |
| Francia             |                                                 |                                                                                            |                         |                       |      |
| Niza                | Aeropuerto de Niza-Costa Azul                   | Norwegian Air Shuttle (estacional)                                                         | B737                    |                       |      |
| Grecia              |                                                 |                                                                                            |                         |                       |      |
| Kos                 | Aeropuerto Internacional de Kos-Hipócrates      | SAS (estacional)                                                                           |                         |                       |      |
| La Canea            | Aeropuerto Internacional de La Canea            | SAS (estacional) Sunclass Airlines (estacional)                                            | B737 A3xx               |                       |      |
| Rodas               | Aeropuerto Internacional de Rodas-Diágoras      | Sunclass Airlines (estacional)                                                             | A3xx                    |                       |      |
| Santorini           | Aeropuerto Nacional de Santorini (Thira)        | SAS (estacional)                                                                           |                         |                       |      |
| Letonia             |                                                 |                                                                                            |                         |                       |      |
| Riga                | Aeropuerto de Riga                              | AirBaltic Norwegian Air Shuttle                                                            | A220-371 B737           |                       |      |
| Islandia            |                                                 |                                                                                            |                         |                       |      |
| Reikiavik           | Aeropuerto Internacional de Keflavik            | Play                                                                                       | A32x-251N               |                       |      |
| Lituania            |                                                 |                                                                                            |                         |                       |      |
| Vilna               | Aeropuerto Internacional de Vilna               | Wizz Air                                                                                   | A32x                    |                       |      |
| Países Bajos        |                                                 |                                                                                            |                         |                       |      |
| Ámsterdam           | Aeropuerto de Ámsterdam-Schiphol                | KLM operado por KLM Cityhopper                                                             | E-Jet                   |                       |      |
| Polonia             |                                                 |                                                                                            |                         |                       |      |
| Cracovia            | Aeropuerto de Cracovia-Juan Pablo II            | Norwegian Air Shuttle Wizz Air                                                             | B737 A32x               |                       |      |
| Gdánsk              | Aeropuerto de Gdańsk-Lech Wałęsa                | Wizz Air                                                                                   | A32x                    |                       |      |
| Reino Unido         |                                                 |                                                                                            |                         |                       |      |
| Londres             | Aeropuerto de Londres-Gatwick                   | Norwegian Air Shuttle                                                                      | B737                    |                       |      |
| Suecia              |                                                 |                                                                                            |                         |                       |      |
| Estocolmo           | Aeropuerto de Estocolmo-Arlanda                 | SAS                                                                                        |                         |                       |      |

## Tráfico y estadísticas

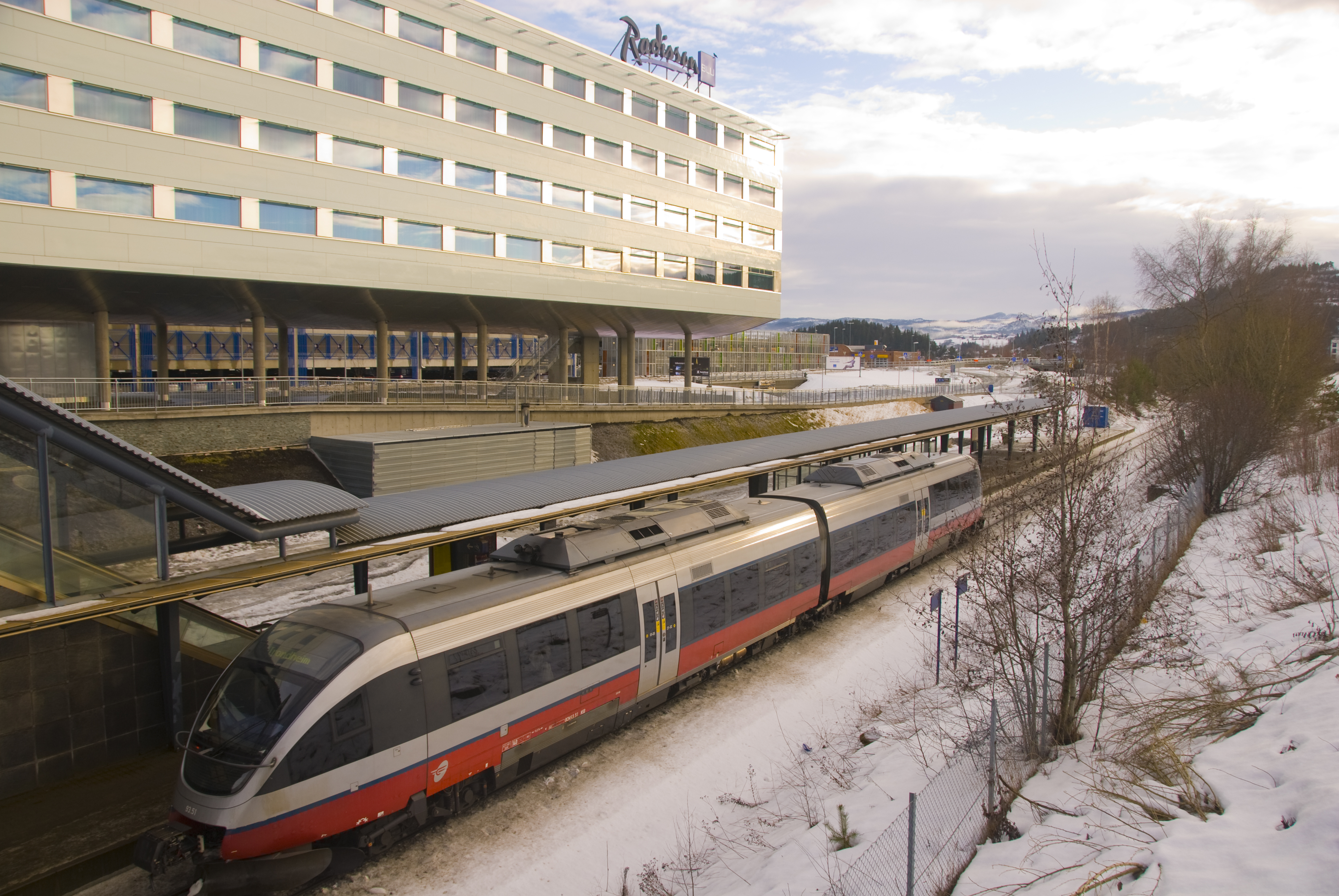
Estación del aeropuerto

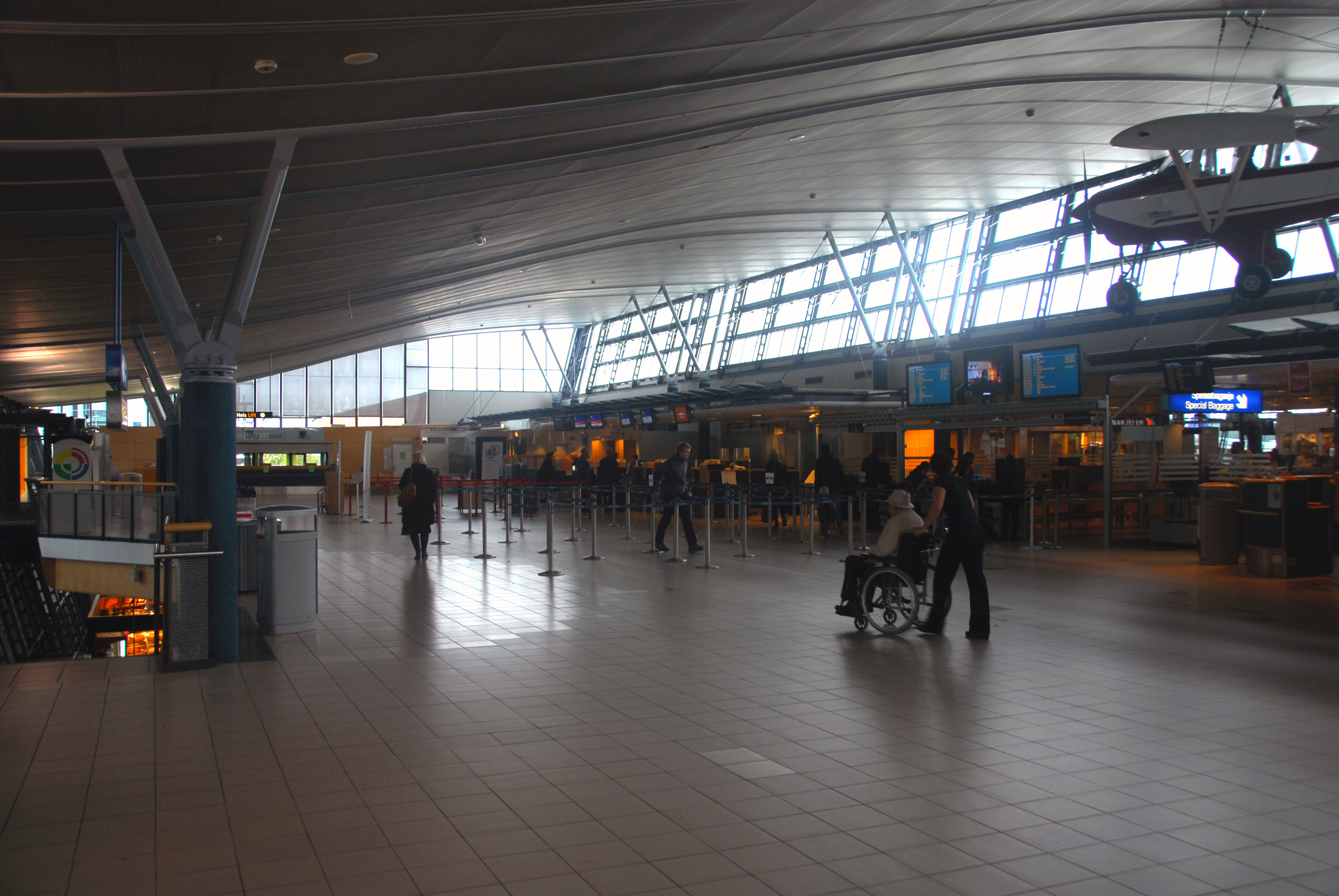
Zona de facturación en la Terminal A

Ver fuente y consulta Wikidata.
| Posición | Ciudad              | Pasajeros | Aerolínea                                             |
| -------- | ------------------- | --------- | ----------------------------------------------------- |
| 1        | Oslo-Gardermoen     | 1 618 940 | Norwegian Air Shuttle, Scandinavian Airlines          |
| 2        | Bergen-Flesland     | 408 897   | Norwegian Air Shuttle, Scandinavian Airlines          |
| 3        | Bodø                | 296 878   | Norwegian Air Shuttle, Scandinavian Airlines, Widerøe |
| 4        | Copenhague-Kastrup  | 114 381   | Norwegian Air Shuttle, Scandinavian Airlines          |
| 5        | Ålesund-Vigra       | 94 726    | Krohn Air, Scandinavian Airlines, Widerøe             |
| 6        | Sandefjord-Torp     | 92 195    | Norwegian Air Shuttle, Widerøe                        |
| 7        | Ámsterdam-Schiphol  | 90 836    | KLM, KLM Cityhopper                                   |
| 8        | Brønnøysund-Brønnøy | 69 590    | Widerøe                                               |
| 9        | Stavanger-Sola      | 65 260    | Scandinavian Airlines                                 |
| 10       | Mosjøen-Kjærstad    | 47 046    | Widerøe                                               |